# Laura Minici Zotti
Laura Minici Zotti (Venezia, 1935) è un'artista italiana.

## Biografia
Formatasi all'Accademia delle Belle Arti di Venezia, si cimenta inizialmente nell'arte astratta ma abbandona il mondo dell'arte per intraprendere negli anni '70 la carriera di lanternista. Il suo contributo fondamentale riguarda la ricerca nell'ambito dell'intrattenimento precinematografico, costituendo una tra le poche collezioni riconosciute a livello internazionale per l'importanza del materiale raccolto.
Tutto nasce in seguito al ritrovamento, negli anni '70, di una lanterna magica nella soffitta della propria casa veneziana.
Da lì inizia la collezione di litofanie, prassinoscopi, stereoscopi, zootropi, vetri fotografici o disegnati a mano che raccontano storie narrate con le tecniche del precinema.  Dopo le prime proiezioni domestiche con la lanterna ritrovata, nel 1975 Laura Minici Zotti inizia ad intrattenere il pubblico mondiale con le sue rappresentazioni di lanterna magica. Per i suoi spettacoli ha adoperato una lanterna magica di J.H. Steward a doppio obiettivo, unitamente a vetri ottocenteschi dipinti a mano spesso animati da piccoli meccanismi. In questo modo riusciva realizzare vere e proprie rappresentazioni in tutto simili a quelle originali dell'epoca vittoriana.
Nel 1998 il suo lavoro viene raccolto nel Museo del Precinema di Padova.
L'ultima proiezione con lanterne magiche intitolata Lanterna magica: la grande arte della luce e dell'ombra di Laura Minici Zotti si è tenuta il 7 ottobre 2010 presso il Teatro Verdi di Pordenone durante la XXIX edizione delle Giornate del Cinema Muto. La lampada della lanterna si è spenta per una standing ovation in una delle sue migliori performance.
L'attività di ricerca viene proseguita da Carlo Alberto Zotti Minici, figlio di Laura, che si occupa dello studio di dispositivi ottici, immaginario scientifico e spettacolo nel XVII e XVIII secolo.

## Riconoscimenti
Nel dicembre 2007 le viene conferito il Sigillo della Città di Padova e nel 2008 alle Giornate del Cinema Muto di Pordenone, riceve il prestigioso premio Jean Mitry per il costante impegno culturale e la diffusione del precinema.
Nel 2010 vince il premio Donna Eccellente.
Nel 2011 le è stato consegnato al Quirinale dal Presidente della Repubblica Italiana il premio Vittorio De Sica per la sezione Cultura.

## Principali sedi in cui si sono tenuti gli spettacoli di lanterna magica
- 1975 LUCCA: XI Salone Internazionale del Comics e Cinema di Animazione, Teatro del Giglio
- 1976 ASOLO: Festival del Cinema sull'Arte e Biografie d'Artisti, Teatro Duse
- 1981 VENEZIA: Viaggio dei Comici italiani nel ‘700 in Europa, Palazzo Grassi
- 1985 FIESOLE: Serata in onore di E. Scola, Abbazia
- 1985 PERGINE: Festival Pergine Spettacolo Aperto, Castello di Pergine
- 1985 ESPINHO: Festival Cinanima
- 1985 VENEZIA: XLII Mostra del Cinema, Sala Pasinetti
- 1985 MILANO: Museo della Scienza e della Tecnica
- 1985 PORDENONE: Le Giornate del Cinema Muto, Teatro Verdi
- 1985 PRAGA: Ambasciata d'Italia
- 1985 BOLZANO: 90 anni del Cinema, Teatro Comunale
- 1986 LONDRA: Convention of Magic Lantern Society
- 1986 FIRENZE: Festival Ragazzi&Cinema, Teatro Le Laudi
- 1986 GENOVA: 90 anni del Cinema a Genova, Cinema Palazzo
- 1986 ZAGABRIA: Festival Hall Cinema di Animazione
- 1986 GIJÓN: Festival de la Juventud, Cine Hollywood3
- 1987 LAON: Festival Jeune Public
- 1987 PISA: Biennale del Cinema dei Ragazzi
- 1987 MADRID: Ambasciata d'Italia
- 1987 FRANCOFORTE: Filmuseum
- 1987 KASSEL: Documenta Film Festival
- 1987 HANNOVER: Istituto Italiano di Cultura
- 1987 TRENTO: Festival Musica da Film, Sala Società Filarmonica
- 1987 SAN REMO: Cinema Tabarin
- 1988 BRUXELLES: Semaine du Dessin Animèe, Palais des Congrés de Bruxelles
- 1988 FIESOLE: Maestri del Cinema per Ingmar Bergman
- 1988 ROMA: David di Donatello, Palazzo Quirinale
- 1988 STOCCARDA: Landesbildestelle
- 1988 COLONIA: Kino Archiv
- 1988 BIELEFELD: Neues Rathaus
- 1989 MERANO: Teatro Puccini
- 1989 TRIESTE: Civico Museo Sartorio
- 1989 ROMA: Ambasciata di Francia, Palazzo Farnese
- 1989 PALERMO: Museo Internazionale delle Marionette
- 1989 MILANO: Teatro dei Filodrammatici
- 1989 AMSTERDAM: Nederlands Filmuseum
- 1990 BARCELLONA: Museo della Tecnica e Scienza di Catalogna
- 1990 ISTANBUL: Istituto Italiano di Cultura
- 1992 VENEZIA: Carnevale di Venezia, Teatro a l'Avogaria
- 1992 MOSCA: Kino Museum e Istituto Italiano di Cultura
- 1994 MADRID: Istituto Italiano di Cultura
- 1995 ZURIGO: Istituto Italiano di Cultura
- 1995 BERNA: Kunst Museum
- 1995 SINGAPORE: International Film Festival, Jubilee Hall
- 1995 LISBONA: Festival de Cinema, Casa de Imprença
- 1995 PARIGI: Teatre du Musée d'Orsay
- 1995 HUELVA: Festival de Cine Iberoamericano, Conservatorio Superior de Mùsica Victoria Eugenia
- 1995 GRANADA, MOTRIL, SIVIGLIA: Istituti Italiani di Cultura
- 1995 BOLZANO: Teatro Comunale
- 1995 ROMA: Liceo Visconti Ex Collegio Romano
- 1996 PARIGI: Teatre du Musée d'Orsay
- 1996 TELLURIDE (COLORADO): Telluride Film Festival
- 1996 ROCHESTER: George Eastman House
- 1997 HELSINKI: Heureka Finnish Science Centre
- 1998 WASHINGTON DC: Library of Congres, International Congress Domitor
- 1998 CLEVELAND: Convention Magic Lantern Society USA & Canada
- 2000 GIRONA: Museo del Cinema – Collezione Tomàs Mallol
- 2000 BILBAO: Zorionak Bilbao
- 2000 OSAKA: National Museum of Ethnology
- 2001 PARMA: Celebrazioni Verdiane, Ridotto del Teatro Regio
- 2001 SANTANDER: Memorias de la Mirada, Villa Iris
- 2002 GUADALAJARA: Centro de la Fotografia y le Imagen Historica
- 2003 TAORMINA: Taormina Arte, Palazzo dei Congressi
- 2003 PARIGI: Auditorium du Musée du Louvre
- 2005 BASSANO: Musei Civici, La Notte dei Musei
- 2006 ROMA: Ministero Beni Culturali, Settimana della Cultura
- 2007 GENOVA: International Convention: Dickens and Victorian Culture
- 2007 PARIGI: Auditorium Musée D'Orsay
- 2009 PARIGI: Cinematheque française: Lanterne Magique et Film Peint
- 2010 TORINO: Museo Nazionale del Cinema: 400 Anni di Cinema
- 2010 PORDENONE: XXIX Giornate del Cinema Muto, Teatro Verdi